# Westerlo
Westerlo è un comune belga di 23 230 abitanti nelle Fiandre (Provincia di Anversa).

## Suddivisioni
Il comune è costituito dai seguenti distretti:
- Westerlo
- Oevel
- Tongerlo
- Zoerle-Parwijs

## Luoghi d'interesse
L'abbazia di Tongerlo contiene un'antica e fedele copia dell'Ultima Cena di Leonardo da Vinci. Un tempo, la stessa abbazia fungeva anche da birreria e produceva una birra molto conosciuta nel passato.

## Amministrazione

### Gemellaggi
- Oirschot
- Ottersweie
- Westerlo

## Sport

### Calcio
La squadra principale della città è il KVC Westerlo